# Patrick Stump
Patrick Stump, właśc. Patrick Martin Stumph (ur. 27 kwietnia 1984 w Glenview) – amerykański muzyk, kompozytor i producent, pracujący w Chicago. Znany przede wszystkim jako główny wokalista oraz gitarzysta zespołu Fall Out Boy.

## Życiorys
Patrick Stump pochodzi z bardzo muzykalnej rodziny. Jego ojciec, Dave Stumph, śpiewa muzykę ludową, a jego starszy brat, Kevin, jest utalentowanym skrzypkiem. Stump zanim poszedł do szkoły średniej brał udział w Music Center – programie Deerfielda. Grał na perkusji w wielu zespołach podczas nauki w szkole średniej, m.in. w Public Display of Infection, Xgrinding processX oraz Patterson. Grał także w Paradox, przedstawieniu teatralnych stworzonym przez studentów w Glenbrook South, w latach 2000–2002. Pisał także dla „Channel Zero”, studenckich publikacji skupiających się na problemach społeczeństwa. Patrick pozbył się „h” ze swojego nazwiska z powodu notorycznych błędów w jego wymowie.

### Kariera
Kiedy dołączał do Fall Out Boy, Stump nigdy wcześniej nie śpiewał dla żadnego zespołu ani nie brał lekcji śpiewu. Stworzył ten zespół wraz z Joem Trohmanem i Pete’em Wentzem, którzy byli aktywnymi członkami hardcorowej punkowej sceny muzycznej w Chicago. We wcześniejszych zespołach Stump głównie grał na perkusji, jednakże, gdy zaczął swoją karierę w Fall Out Boy, wziął na siebie obowiązki wokalne, a następnie, kiedy ich pierwszy gitarzysta odszedł kilka dni przed ich pierwszym tournée, dołączył do tego gitarę.
Mimo iż Stump jest głównym wokalistą zespołu, przed kamerą jest bardzo nieśmiały. Natomiast Pete Wentz jest odważniejszy, ale nie stał się on frontmanem zespołu. Stump pisze większość muzyki dla Fall Out Boy. Wentz wysyła mu w e-mailach ogromne pliki z tekstami, a Stump dopasowywuje je do muzyki.
Jako producent pracował z The Hush Sound, Gym Class Heroes i Cobra Starship. Gościnnie użyczał swojego głosu m.in. dla Gym Class Heroes w Clothes Off! i Cupid’s Chokehold, October Fall Second Chances, Knockout Breakaway, Motion City Soundtrack Everything Is Alright, The Hush Sounds Don't Wake Me Up, Misery Signals One Day I'll Stay Home oraz The Cab One Of Those Nights.
Stump obecnie gra na gitarze Gretsch G5135PS (Stump-O-Matic), wcześniej grał głównie na gitarze Gibson SG. Do występów akustycznych używa Martina 000CXE. Jego głównym wzmacniaczem gitarowym jest Orange Dual Dark 100.
2 lutego 2010 „Spin Magazine” wydał wywiad z Patrickiem Stumpem, który odpowiada na Tweety Pete’a Wentza słowami: „Nie jestem teraz w Fall Out Boy. Ale w ten czy inny sposób, zespół zawsze będzie obecny... Czy będziemy grali razem, czy nie, nie wiem. Jeśli tak, to zrobimy to ze słusznych powodów. Jeśli nie, to też będzie ze słusznych powodów.” Stump mówił także Spin.com, że skupia się na swojej przyszłej karierze solowej. W tym samym dniu cała reszta członków Fall Out Boy ogłosiła, że również odchodzą z zespołu.

## Gościnne występy
| Rok  | Piosenka                                                          | Zespół                   | Album                                               |
| ---- | ----------------------------------------------------------------- | ------------------------ | --------------------------------------------------- |
| 2005 | "Cupid’s Chokehold"                                               | Gym Class Heroes         | The Papercut Chronicles                             |
| 2005 | "Everything Is Alright"                                           | Motion City Soundtrack   | Commit This to Memory                               |
| 2006 | "Second Chances"                                                  | October Fall             | A Season In Hell                                    |
| 2006 | "Don't Wake Me Up"                                                | The Hush Sound           | Like Vines                                          |
| 2006 | "One Day I'll Stay Home"                                          | Misery Signals           | Mirrors                                             |
| 2007 | "If You Could Remember (With Pete Wentz, Bassist of Fall Out Boy) | Damnation A.D.           | In This Life or the Next                            |
| 2007 | "One and Only"                                                    | Timbaland                | Shock Value                                         |
| 2007 | "Clothes Off!!"                                                   | Gym Class Heroes         | As Cruel as School Children                         |
| 2007 | "Cupid’s Chokehold"                                               | Gym Class Heroes         | As Cruel as School Children                         |
| 2007 | "King of Wishful Thinking"                                        | New Found Glory          | From the Screen to Your Stereo Part II              |
| 2007 | All tracks on "¡Viva la Cobra!"                                   | Cobra Starship           | ¡Viva la Cobra!                                     |
| 2007 | "Little Weapon" (producer/songwriter)                             | Lupe Fiasco              | Lupe Fiasco’s The Cool                              |
| 2008 | "One of Those Nights" (oraz Brendon Urie z Panic! at the Disco)   | The Cab                  | Whisper War                                         |
| 2008 | "I'm a Wonder"                                                    | The Cab                  | Whisper War                                         |
| 2008 | "Birthday Girl"                                                   | The Roots                | Rising Down                                         |
| 2008 | "Don't Regret It Now"                                             | Tyga                     | No Introduction                                     |
| 2008 | "Blinded by the Sun"                                              | Gym Class Heroes         | The Quilt                                           |
| 2008 | "That’s What It Takes, Dear"                                      | Kristeen Young           | Music For Strippers, Hookers, and The Odd On-Looker |
| 2019 | "I've Been Waiting"                                               | Lil Peep & ILoveMakonnen |                                                     |